# الصراع الكردي الإيراني
يشير الصراع الكردي الإيراني أو انفصال الكرد في إيران إلى مختلف الأحداث غير المتعلقة بـ تاريخ إيران الحديث قادها الأفراد أو المنظمات الكردية التي تطالب بـ الانفصال عن إيران. وتشير الأحداث الأقرب التي توصف في بعض الأحيان بالانفصالية إلى المظاهرات التي نشبت في محافظة أذربيجان الغربية المعروفة بهذا الاسم اليوم، والتي جاءت نتيجة كوارث ما بعد الحرب العالمية الأولى والثانية والتدخل الأجنبي المباشر، والأحداث الأخيرة المتمثلة في تمرد حزب الحياة الحرة الكردستاني (PJAK) في غرب إيران والذي بدأ في القرن الواحد والعشرين. ولم تستخدم الحكومة الإيرانية مطلقًا هذا الشكل من الوحشية ضد مواطنيها الكرد كما فعلت تركيا أو العراق، غير أنها في الوقت ذاته كانت حاسمة في رفض أي مقترح يقوم على أساس انفصال الكرد. وعلى عكس البلدان الأخرى المأهولة بالسكان الكرد، تتميز الشعوب الإيرانية بوجود علاقات لغوية عرقية وثقافية قوية بين الكرد والفرس. إن حقيقة أن إيران ليست نتاج رسم الخريطة الإمبراطورية  وأن الكرد يتقاسمون الكثير من تاريخهم مع بقية إيران يمثل سببًا من وجهة نظر القيادات الكردية في إيران والتي لا ترغب في إقامة دولة منفصلة للأكراد. علاوةً على ذلك، لم تبد أعداد كبيرة من الكرد في إيران أي اهتمام بإنشاء القومية الكردية، وبخاصة الأكراد الشيعة الذين رفضوا بقوة فكرة الاستقلال الذاتي، وفضلوا أن يكونوا خاضعين للحكم المباشر من طهران. ولم يجرِ التشكيك في الهوية الوطنية الإيرانية سوى في المناطق الكردية السنية الهامشية، و مع ذالك تم قتل و سجن ألالاف من الاكراد و إعدامهم ظلماً و اغتيال رئيس حزب الحياة الحر الكردستاني (PJAk)

## معلومات تاريخية

### ثورة سمكو (1918-1922)
يشير مفهوم ثورة سمكو آغا شكاك إلى انتفاضة كردية قبلية مدعومة من تركيا، قامت ضد حكم القاجاريون لـ إيران من 1918-1922، والتي قادها الزعيم الكردي سمكو آغا شكاك من قبيلة توركوفون شكاك. وينظر لهذا التمرد القبلي في بعض الأحيان باعتباره أول محاولة كبرى لإقامة دولة كردستان الكبرى المستقلة داخل إيران، غير أن العلماء يرون هذه الثورة باعتبارها محاولة من أحد زعماء القبيلة الأقوياء لإنشاء سلطة شخصية له تواجه الحكومة المركزية في جميع أنحاء الإقليم. وعلى الرغم من أن بعض عناصر القومية الكردية كانت موجودة في هذه الحركة، اتفق المؤرخون على أن هذه العناصر كانت بالكاد ظاهرة بشكل كاف لتبرير الادعاء المتمثل في أن الاعتراف بالهوية الكردية كان قضية رئيسية بالنسبة لحركة سمكو، وبالتالي كان عليها الاعتماد بشكل كبير على الدوافع القبلية التقليدية. وفي نفس الوقت تفتقر هذه الحركة إلى نوع من أنواع التنظيم الإداري؛ حيث كان سمكو مهتمًا بشكل أساسي بعمليات السلب. وليست القوات الحكومية والعناصر غير الكردية وحدها من تعاني من الهجمات، بل تعرض الشعب الكردي كذلك للسرقة والاعتداء. ولا يبدو أن رجال سمكو تنتابهم أي مشاعر بالوحدة أو التضامن مع إخوانهم الأكراد. ويصف المؤرخ يرواند آبراهاميان سمكو بأنه شخص «سيئ السمعة»؛ حيث إنه قام بذبح آلاف الآشوريين ومضايقة الديمقراطيين، وحمّله مهرداد إيذادي مسؤولية مقتل الأكراد العلاهيين. ولا يزال العرقيون الكورديون اليوم يقدسون سمكو باعتباره «بطل الاستقلال».

### أزمات إيران 1946
لقد أصبح خطر تفتيت إيران الحديثة جليًا بعد فترة قصيرة من الحرب العالمية الثانية عندما رفض الاتحاد السوفيتي التنازل عن الأراضي الإيرانية المحتلة الواقعة في المنطقة الشمالية الغربية. وشملت الأزمة الإيرانية في 1946 محاولة انفصالية قام بها الحزب الديمقراطي الكردستاني الإيراني الأول (KDP-I) والجماعات الشيوعية لتأسيس حكومة عميلة سوفيتية  تسمى جمهورية مهاباد الواقعة في منطقة أكراد إيران (وتمثل اليوم الجزء الجنوبي من محافظة أذربيجان الغربية). وإلى جانب حكومة أذربيجان الشعبية، نشأت كذلك دولة عميلة سوفيتية أخرى. وتضم الدولة نفسها إقليمًا صغيرًا للغاية، بما في ذلك مدينة مهاباد والمدن المجاورة، ولم تستطع الحكومة دمج أكراد إيران في المنطقة الجنوبية التي تقع داخل منطقة الأنجلو الأمريكية، كما أنها لم تستطع جذب القبائل خارج مهاباد نفسها لأسباب قومية. ونتيجة لذلك، عندما انسحب السوفيتيون من إيران عام 1946، أصبحت القوات الحكومية قادرة على دخول مهاباد دون معارضة. وفي سياق متصل، استمرت العديد من حركات التمرد الماركسية في التواجد لعقود بقيادة الحزب الديمقراطي الكردستاني الإيراني الأول (KDP-I) وحزب كوملة، ولكن لم يناصر هذان الحزبان فكرة الدولة الكردية المنفصلة أو فكرة إقامة إقليم كردستان أكبر مثلما فعل حزب العمال الكردستاني (PKK) في تركيا.

### تمرد حزب الحياة الحرة الكردستاني (PJAK)
يشير مفهوم الصراع بين إيران وحزب الحياة الحرة الكردستاني إلى التمرد الأخير الذي قام به حزب الحياة الحرة الكردستاني؛ حيث قتل مئات من المسلحين الأكراد والقوات الإيرانية والمدنيين، واستمر هذا التمرد رسميًا منذ أبريل 2004 حتى عام 2011. ويتمركز حزب الحياة الحرة الكردستاني في المنطقة الحدودية مع كردستان العراق والتابع لـ حزب العمال الكردستاني الماركسي من تركيا. وعلى الرغم من أن هذا الحزب يوصف في بعض الأحيان باعتباره منظمة تسعى لتوفير مزيد من حقوق الإنسان للأكراد في إيران، تنظر وسائل الإعلام الإيرانية والعديد من المحللين الغربيين إليه بوصفه حركة انفصالية. وفي واحد من أوائل الإجراءات التي طبقتها إدارة أوباما، أُعلن عن حزب الحياة الحرة الكردستاني بوصفه منظمة موصوفة بالإرهابية. ووفقًا لبعض المحللين، لا يشكل حزب الحياة الحرة الكردستاني أي تهديد خطير على الحكومة الإيرانية. وهكذا، انتهت أنشطة حزب الحياة الحرة الكردستاني، بعد الاعتداء الإيراني عام 2011 على قواعد حزب الحياة الحرة الكردستاني ووقف إطلاق النار الذي ترتب عليه، الصادر في سبتمبر 2011. وعلى إثر هذا الإجراء، وقع عدد من الاشتباكات بين حزب الحياة الحرة الكردستاني والحرس الثوري الإيراني بعد وقف إطلاق النار.